# Lagerstroemia excelsa
Lagerstroemia excelsa är en fackelblomsväxtart som först beskrevs av Dode, och fick sitt nu gällande namn av Woon Young Chun, S. Lee och L. Lau. Lagerstroemia excelsa ingår i släktet Lagerstroemia och familjen fackelblomsväxter. Inga underarter finns listade i Catalogue of Life.